# Grażyna Strachota
Grażyna Strachota-Szpakowska (ur. 8 września 1960 w Warszawie) – polska aktorka teatralna, musicalowa i filmowa oraz wokalistka.

## Życiorys
Absolwentka Państwowej Wyższej Szkoły Teatralnej w Warszawie. Za rolę Zuzi w Karierze Alfa Omegi w reż. Tadeusza Łomnickiego otrzymała nagrodę aktorską na II Festiwalu Dyplomów Szkół Teatralnych w Łodzi. Od 2008 r. wykłada w Szkole Aktorskiej Haliny i Jana Machulskich.
Debiutowała w przedstawieniu Brel (1995) w reż. Wojciecha Młynarskiego i E. Kamińskiego. Od tego czasu stale współpracuje z Teatrem Ateneum w Warszawie. W jej dorobku artystycznym role dramatyczne przeplatają się z muzyczno-musicalowymi. Zagrała między innymi w Wiśniowym sadzie, Przeklętym tangu, Niebie Zawiedzionych, Hemarze, Burzliwym Życiu Lejzorka Rojtszwańca, Arkadii, Człowieku z La Manchy, Dymnym, a także w najnowszych produkcjach m.in. Romeo i Julia Janusza Józefowicza i Janusza Stokłosy, gdzie wcieliła się w Panią Capuleti i musicalu Taniec Wampirów Romana Polańskiego, gdzie zagrała postać Rebeki. Współpracuje z teatrem telewizji (Staff, Wierzyński, Dacza, I odpuść nam nasze winy, Paryskie niebo), jak również występuje w filmach i serialach, m.in. w Złotopolskich, gdzie grała rolę Marity czy BrzydUli, gdzie wcielała się w rolę Heleny Dobrzańskiej – żony Krzysztofa, matki Marka i byłej ambasador domu mody Febo&Dobrzański.

### Życie prywatne
Jest żoną komentatora sportowego Dariusza Szpakowskiego. Mają dwie córki – Julię (ur. 1993) i Gabrielę (ur. 1999).

## Filmografia
- 1987: Śmierć Johna L. jako Ola, była żona Zbyszka
- 1989: Porno jako Zojka, wielbicielka Heidegera w parku
- 1990: Życie za życie. Maksymilian Kolbe jako Olszańska
- 1990: Historia niemoralna jako aktorka występująca z Ewą
- 1992: Żegnaj Rockefeller jako trenerka Michała
- 1992: Wszystko, co najważniejsze... jako żona Stacha
- 1992: Aby do świtu... jako Marta Blum, architekt wnętrz, przedstawicielka firmy Wronika (odc. 10)
- 1995: Gracze jako Krysia, asystentka Gracza
- 1998–2005, 2009–2010: Złotopolscy jako Marita Collin-Urbańska
- 2008–2009: BrzydUla jako Helena Dobrzańska, żona Krzysztofa, matka Marka
- 2009: Miłość na wybiegu jako klientka w salonie fryzjerskim Magdy
- 2010: Nowa jako Rogalska, matka Kamila (odc. 7)
- 2011: Na dobre i na złe jako Beata, żona Konrada (odc. 435)
- 2011–2013: Barwy szczęścia jako Irena Krawiec, nauczycielka w szkole Anny
- 2012: Prawo Agaty jako Anna Godlewska, była żona Piotra Godlewskiego (odc. 4)
- 2012: Piąty Stadion jako Majewska (odc. 18)
- 2014: Ojciec Mateusz jako farmaceutka (odc. 142)
- 2015–2017: M jak miłość jako Katarzyna Maj, matka Darka
- 2015, 2017–2019: Dziewczyny ze Lwowa jako Anna Paczewska, matka Tomka
- 2017: Przyjaciółki jako Teresa, właścicielka salonu, szefowa Patrycji
- 2021: Dzielnica strachu jako Maria Potoczna